# Сарабашян, Давид Арменакович
Давид Арменакович Сарабашян (род. 1981, Ленинаван, Мясниковский район, Ростовская область, РСФСР, СССР) — российский серийный убийца армянского происхождения, совершивший пять убийств девушек и женщин в период с апреля 2000 года по 16 октября 2018 года на территории Ростовской области. В 2020 году Сарабашян был приговорён к пожизненному лишению свободы.

## Биография

### Детство и юность
Давид Сарабашян родился в 1981 году в хуторе Ленинаван (Ростовская область), где проживало более тысячи человек, преобладающая часть жителей — армяне. Детство Давида и его младшего брата прошло в социально благополучной обстановке без психотравмирующих ситуаций и последствий. Семья Давида Сарабашяна являлась в хуторе очень уважаемой. Его дед был фронтовиком, принимавшим участие в Великой Отечественной войны, а дядя погиб на Афганской войне. В школьные годы Сарабашян увлекался спортом, посещал секции по тхэквондо и греко-римской борьбе. Он не испытывал интереса к учебному процессу и не принимал участия в общественной жизни школы, вследствие чего не пользовался популярностью в школе и округе, однако в проявлении агрессии и девиантного поведения никогда не был замечен. Тяжёлой психотравмирующей ситуацией стал для него развод родителей в середине 1990-х годов, после чего психическое состояние Сарабашяна ухудшилось, и он стал демонстрировать в своём характере такую черту, как замкнутость. Так как в армянских семьях развод между супругами был не принят и являл собой крайнюю меру, отца и мать Давида в этот период стали осуждать. Отца Давида обвиняли в том, что он избивал его мать, после чего Давид и его брат стали подвергаться насмешкам со стороны окружающих сверстников и испытывали психологический дискомфорт. После окончания школы в 1999 году Сарабашян был призван в вооружённые силы Российской Федерации. Военную службу Давид проходил в одной из воинских частей на территории Ростовской области. Отслужив в армии, Давид покинул Ленинаван и переехал в Ростов-на-Дону, где вскоре женился на одной из местных девушек, которая в браке родила Сарабашяну двух детей. По воспоминаниям его одноклассников и друзей детства, после отъезда в Ростов-на-Дону Давид приезжал в Ленинаван очень редко и практически не поддерживал отношений с прежними знакомыми.

### Убийства
Серия убийств началась в 2000 году, когда Сарабашян проходил срочную службу в армии. Во время совершения преступлений Сарабашян продемонстрировал выраженный ему образ действия. Он искал своих жертв возле пустырей и других безлюдных мест, после чего подкрадывался сзади, накидывал им на шею средства удушения и перетаскивал вглубь пустырей подальше от оживлённых мест, где подвергал своих жертв сексуальную насилию и душил. В апреле 2000 года он самовольно оставил расположение воинской части и тайком уехал в Ростов-на-Дону, где провёл несколько дней. В эти дни он совершил нападение на 27-летнюю женщину, которую ударил по голове камнем, изнасиловал и задушил.

Из показаний Давида Сарабашяна:
Военный госпиталь, я там служил, караульным стоял, в самоход ушёл — хотел пива попить, ночью к своей пойти. Оттуда сюда шла, я её остановил, предложил пива выпить, она сказала: "Из горла пить не буду", развернулась и пошла. Я за ней.
Спустя шесть месяцев, в октябре того же года, он ещё раз самовольно покинул часть и убил 32-летнюю местную жительницу, которую перед смертью также изнасиловал. В ходе расследования сотрудниками милиции был найден свидетель преступления, который заявил, что видел на месте преступления молодого человека в военной форме кавказской национальности. На основании этой информации следствие провело проверку воинских частей, расположенных на территории Ростовской области, и допросило солдат, подходящих под описание подозреваемого, в числе которых оказался Сарабашян. Однако Сарабашян после совершения убийства сумел благополучно вернуться в воинскую часть, где о его самовольном оставлении части никто не узнал, вследствие чего командир части заявил, что Сарабашян во время совершения убийства находился на территории воинской части, обеспечив ему таким образом алиби, после чего Давид был исключён из числа подозреваемых.
В ноябре 2001 года Сарабашян снова ушёл в «самоволку» и тайно приехал в родной хутор Ленинаван, чтобы повидаться с отцом, братом и отдохнуть. Однако домой он так и не попал, так как встретил свою знакомую 16-летнюю Кнкуш Агабабян, которая возвращалась домой с дискотеки. Сарабашяну удалось уговорить девушку прогуляться с ним, затем заманил на окраину хутора, где напал на неё, избил, изнасиловал и задушил. Труп Кнкуш Агабабян был обнаружен лишь спустя два дня после её убийства на территории заброшенного овощехранилища, однако Сарабашян снова не попал в число подозреваемых, так как после совершения убийства он решил не появляться дома и никем не замеченный благополучно покинул Ленинаван и вернулся в свою воинскую часть, где его отсутствие в очередной раз никто не заметил.
После демобилизации Сарабашян вместе с женой и детьми переехал в Ростов-на-Дону, где в июле 2003 года, действуя по той же схеме, совершил очередное убийство. Его жертвой стала 41-летняя женщина.
В последующие 12 лет Давид Сарабашян не совершил ни одного нападения и убийства, о котором было бы известно следствию. В этот период Сарабашян продолжал проживать в Ростове-на-Дону вместе с женой, двумя сыновьями и со своей матерью. Он часто менял места работы, зачастую перебивался случайными заработками, а в середине 2010-х устроился на работу на стройке в Суворовском микрорайоне города.
В 2015 году Сарабашян в Ростове-на-Дону на улице Петренко совершил нападение на 29-летнюю женщину, но жертва неожиданно оказала ему яростное сопротивление, после чего, испугавшись, Сарабашян был вынужден бежать, но вскоре был задержан прохожими и подоспевшими сотрудниками полиции. В тот день его отпустили, но занесли в базу данных и взяли у него образцы ДНК.
16 октября 2018 года Давид напал на 24-летнюю Маргариту Кузьминову. Девушка проживала в новом жилищном комплексе, расположенном на окраине Ростова-на-Дону в микрорайоне «Суворовский». Сарабашян намеренно выбрал его местом совершения нападения и изнасилования, так как с одной стороны от дома был расположен пустырь, а с другой — лесопарк и кладбище под названием «Северное». Действуя по выработанной схеме, Сарабашян подошёл к Кузьминовой сзади, накинул свёрнутую в несколько раз куртку ей на шею, дождался, когда девушка потеряла сознание, после чего оттащил её на пустырь, где изнасиловал и задушил. Полностью обнажённое тело Маргариты было обнаружено лишь спустя два дня после совершения убийства.

### Арест, следствие и суд
Убийство Кузьминовой вызвало общественный резонанс в городе, благодаря чему расследование убийства девушки было взято на особый контроль. В ходе расследования следователи опрашивали местных жителей, свидетелей, родных и знакомых девушек, лиц, ведущих маргинальных образ жизни, и таким образом установили круг лиц, которые могли быть причастны к преступлению, после чего Давид Сарабашян попал в число подозреваемых и был задержан в ноябре 2018 года, так как был несколько раз замечен возле дома Кузьминовой незадолго до совершения убийства. Во время допроса, не выдержав давления следствия, Давид Сарабашян признался в совершении убийства Маргариты Кузьминовой и поведал следователям детали совершения остальных убийств, хотя прямых улик против него не было. В течение последующих нескольких месяцев Сарабашян принимал участие в следственных экспериментах. Под конвоем он возвращался на места совершения убийств для проверки его собственных признательных показаний. Сарабашян настаивал на том, что все убийства совершил в состоянии алкогольного опьянения.
Несмотря на признательные показания Давида, его 61-летняя мать Любовь Корницова выразила сомнение в причастности сына к совершению убийства и дала ему алиби на день убийства Маргариты Кузьминовой. Согласно её свидетельствам, в день убийства Сарабашян был на работе в микрорайоне «Суворовский» и пришёл домой вечером с работы в положенное время, переоделся, поужинал и более в тот день никуда не выходил из дома.
После того, как сотрудники следственного управления Ростова-на-Дону передали уголовное дело в суд, адвокаты Сарабашяна подали ходатайство о проведении судебно-медицинской экспертизы для установления степени вменяемости Давида Сарабашяна. По результатам экспертизы он был признан вменяемым, хотя у него было выявлено расстройство сексуального влечения — склонность к садизму.
12 мая 2020 года Давид Сарабашян южным окружным военным судом Ростова-на-Дону был признан виновным по статьям: «покушение на изнасилование» и «изнасилование» (ст. 131 УК РФ), «насильственные действия сексуального характера» (ст. 132 УК РФ), «кража» (ст. 158 УК РФ), «убийство двух и более лиц, сопряжённое с изнасилованием» (ст. 105 УК РФ), после чего суд назначил ему уголовное наказание в виде пожизненного лишения свободы. Помимо признательных показаний Сарабашяна, основную доказательную базу обвинения составили результаты ДНК-тестирования пятен биологической жидкости, обнаруженных на телах жертв, которые, по версии следствия, оставил их убийца. По результатам тестирования генотипический профиль ДНК Сарабашяна совпал с генотипическим профилем убийцы. После оглашения приговора Сарабашян не согласился с ним, посчитав его чрезмерно суровым, и заявил о намерении его обжаловать.

## В массовой культуре
- Документальный фильм «Ласковый убийца» из цикла «По следу монстра» (2021)[19]